# الطريق (فلم 2013)
الطريق (بالإنجليزية: The Route)، هُو فيلم أوغندي صدر سنة 2013 وهُو من إخراج Jayant Maru. يتناول الفيلم ظاهرة الاتجار بالبشر في أوغندا.